# Iván Leal Reglero
Iván Leal Madrid, España, 18 de septiembre de 1978) es un karateca español, campeón del mundo en kumite de menos de 75 kg en 2000 y 2002, y por equipos en 2002 y 2006.

## Biografía
Su padre Rufino, maestro de karate, fue el que motivó a Iván para que practicase el karate. A los 7 años compitió por primera vez en katas y a los 14 disputó su primer Campeonato de España en kumite. Con tan sólo 21 años logró su primer Campeonato de Europa y meses más tarde venció el Campeonato del Mundo, título que revalidó dos años más tarde. Tras esto,hoy (2012) hace 4 años creó su gimnasio Club Ivan Leal, el cual se encuentra en la localidad de Arganda del Rey, y que cuenta con Ivan Leal,Sergio Leal, Isidoro, Flory Illie como profesores entre otros (http://www.clubivanleal.com Archivado el 11 de octubre de 2017 en Wayback Machine.)
Actualmente (2021),ha sido nombrado seleccionador nacional de kumite masculino.

## Palmarés

### Campeonato del Mundo

#### Kumite Individual
Múnich 2000: Medalla de oro en kumite individual masculino menos de 75 kg.

 Madrid 2002: Medalla de oro en kumite individual masculino menos de 75 kg.

 Tampere 2006: Medalla de bronce en kumite individual masculino open.

#### Kumite por Equipos
Múnich 2000: Medalla de bronce en kumite por equipos.

 Madrid 2002: Medalla de oro en kumite por equipos.

 Monterrey 2004: Medalla de plata en kumite por equipos.

 Tampere 2006: Medalla de oro en kumite por equipos.

 Tokio 2008: Medalla de bronce en kumite por equipos.

### Campeonato de Europa

#### Kumite Individual
Estambul 2000: Medalla de oro en kumite individual masculino menos de 75 kg.

 Sofía 2001: Medalla de bronce en kumite individual masculino menos de 75 kg.

 Tallin 2002: Medalla de oro en kumite individual masculino menos de 75 kg.

 Bremen 2003: Medalla de oro en kumite individual masculino menos de 75 kg.

 Moscú 2004: Medalla de bronce en kumite individual masculino menos de 75 kg.

 Tenerife 2005: Medalla de plata en kumite individual masculino open.

 Bratislava 2007: Medalla de oro en kumite individual masculino menos de 80 kg.

 Tallin 2008: Medalla de oro en kumite individual masculino menos de 80 kg.

#### Kumite por Equipos
Sofía 2001: Medalla de plata en kumite por equipos.

 Tallin 2002: Medalla de plata en kumite por equipos.

 Bremen 2003: Medalla de oro en kumite por equipos.

 Moscú 2004: Medalla de plata en kumite por equipos.

 Tenerife 2005: Medalla de oro en kumite por equipos.

 Tallin 2008: Medalla de oro en kumite por equipos.

### Juegos Mediterráneos

#### Kumite Individual
Almería 2005: Medalla de oro en kumite individual masculino menos de 80 kg.

### Campeonato del Mundo Universitario

#### Kumite Individual
Puebla 2002: Medalla de oro en kumite individual masculino menos de 75 kg.

## Premios, reconocimientos y distinciones
- Medalla de Oro de la Real Orden del Mérito Deportivo, otorgada por el Consejo Superior de Deportes (2010)